# بوب ثييل جونيور
بوب ثييل جونيور (بالإنجليزية: Bob Thiele Jr.) هو كاتب أغاني وملحن أمريكي، ولد في 3 يوليو 1955.

## وصلات خارجية
- بوب ثييل جونيور على موقع IMDb (الإنجليزية)
- بوب ثييل جونيور على موقع ميوزك برينز (الإنجليزية)
- بوب ثييل جونيور على موقع قاعدة بيانات الفيلم (الإنجليزية)